# Zaigraevskij rajon
Lo Zaigraevskij rajon (in russo Заиграевский район?) è un municipal'nyj rajon della Repubblica autonoma di Buriazia, nella Siberia. Istituito nel 1935, occupa una superficie di 6.605 chilometri quadrati, ospita una popolazione di circa 49.058 abitanti ed ha come capoluogo Zaigraevo.